# Villgratenské hory

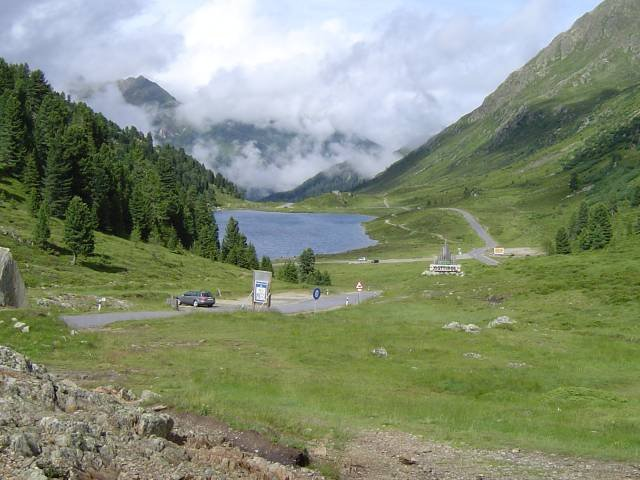
Silniční sedlo Staller Sattel (2 052 m)

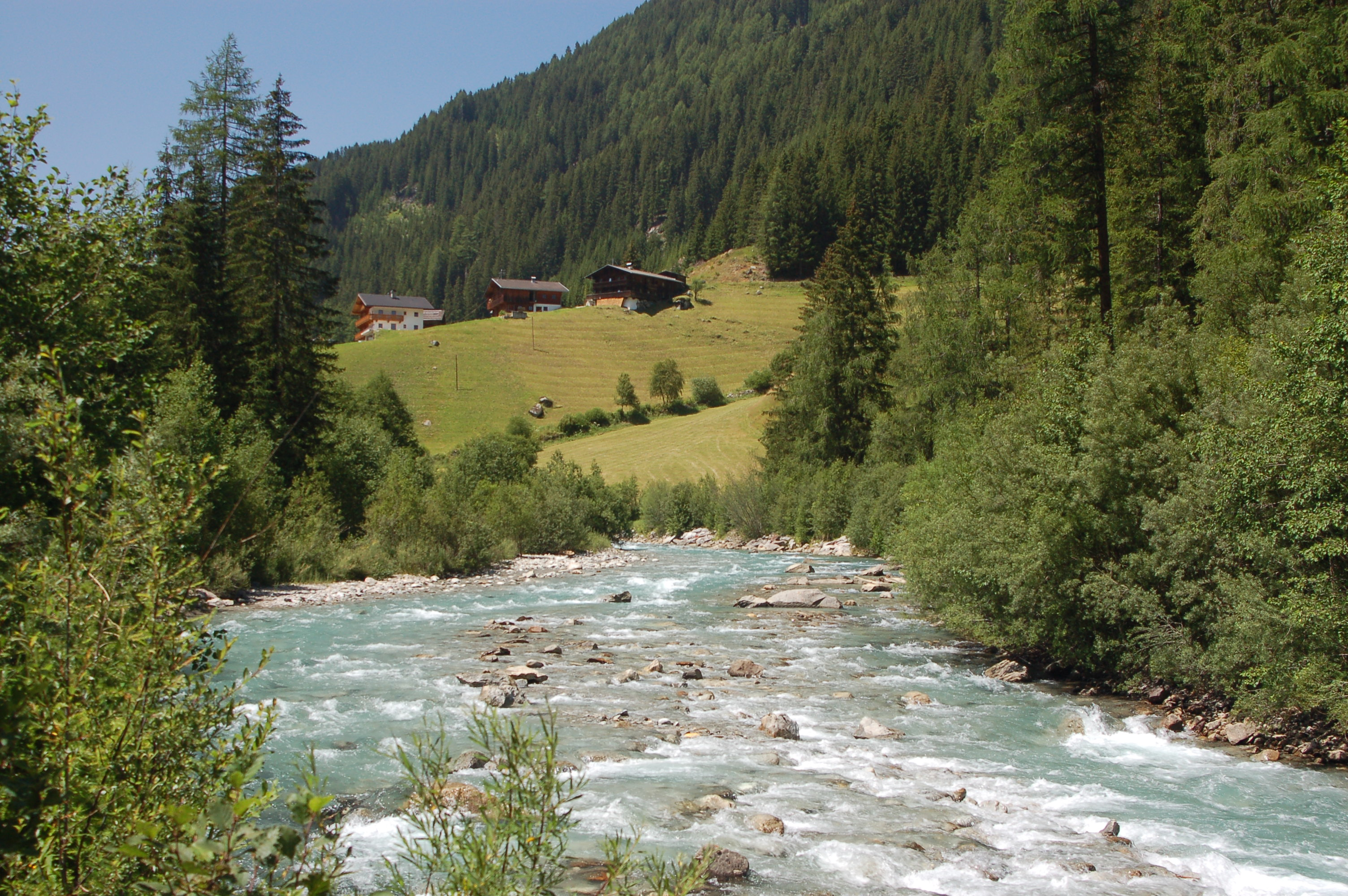
Potok Schwarzach, protékající dolinou Defereggental

Villgratenské hory jsou částí Východních Alp ležící na území Rakouska, konkrétně spolkové země Východní Tyrolsko a v Itálii, v provincii Bozen. Rakouská část je mnohem větší. Nejvyšším vrcholem je Weiße Spitze (2 962 m n. m.) v severní části masivu. Hory jsou tvořeny z většiny alpskými loukami, jen nejvyšší vrcholy jsou skalnaté. Někdy bývají přiřazovány k Vysokým Taurám.

## Poloha
Od skupiny Vysokých Taur – části Venedigergruppe odděluje pohoří na severu údolí Defereggental. Na jihu jsou to potom údolí řek Rienz a Dráva, která jej dělí od Dolomit, Karnských Alp a Gailtalských Alp (skupiny Lienzských Dolomit). Západní hranici tvoří údolí řeky Antholzer Bach, oddělující Villgratenské hory od mnohem vyšší skupiny Rieserferner. Dolina Tauerntal a tok řeky Isel vymezuje prostor pohoří na východě.

## Názvosloví
Výraz „Villgratner Berge“ (Villgratenské hory) je název psaný v publikaci horského spolku Alpenverein - Východní Alpy z roku 1984. Tento název také preferuje nakladatelství Rudolf Rother (odborné zaměření na Alpy), v knize Východní Alpy. V mnoha mapách lze stále zahlédnout méně používaný (spíše starší) název Defereggengebirge. Údolí Defereggental se nalézá na severu této skupiny. Severně od něj je již skupina Venedigergruppe. Naproti tomu dolina Villgratental se nalézá úplně na území pohoří Villgratenské hory. Proto je toto pojmenování používáno jako stěžejní a je častěji uváděné, než pojmenování podle údolí Defereggental, které je hraniční a do této skupiny náleží pouze svou pravobřežní část. Ve dřívějším dělení Východních Alp byla k pohoří přiřazována skupina Lasörling gruppe, která je však nyní řazena do skupiny Venedigergruppe.

## Členění
Villgratenské hory se dělí na 6 skupin či hřebenů:
- Hlavní hřeben západ (na západ od sedla Villgrater Joch)
- Hlavní hřeben východ (na východ od sedla Villgrater Joch)
- skupina Rote Wand (mezi obcemi Antholz a Gsies)
- skupina Riepenspitze (mezi obcemi Gsies a Villgraten)
- skupina Hochgrabe (mezi dolinami Villgratental a Winkeltal)
- skupina Gölbner – Gumriaul (mezi dolinami Winkeltal a Kristeiner Tal)

### Nejvyšší vrcholy
Vrcholy ve skupině Villgratenské hory, které jsou vyšší než 2 800 m:
| - Weiße Spitze (2 962 m) - Rote Spitze (2 956 m) - Hochgrabe (2 951 m) - Grosses Degenhorn (2 946 m) - Gölbner (2 943 m) - Storfenspitze (2 895 m) - Regenstein (2 891 m) - Hochleitenspitze (2 877 m) | - Wagenstein (2 849 m) - Karlskopf (2 836 m) - Wildegg (2 830 m) - Rote Wand (2 818 m) - Rappler (2 812 m) - Bockstein (2 805 m) - Kugelwand (2 803 m) - Arnhörner (2 800 m) |  |

## Horské chaty
- Hochstadelhaus (1 780 m)
- Brunnalm (2 056 m)
- Brugger Alm (1 818 m)
- Mooseralm (2 345 m)
- Volkzeiner Hütte (2 056 m)
- Tessenberger Alm (1 950 m)
- Gölbnerblickhütte (2 025 m)
- Hochsteinhütte (2 023 m)
- Taistner Sennhütte (2 012 m)
- Thurntalerrast (1 990 m)
- Fronstadlalm (1 824 m)